# Cratere Clogh
Clogh  è un cratere sulla superficie di Marte.